# Puig de Calabuig
El puig de Calabuig és una muntanya de 568 metres situada al municipi de Maçanet de Cabrenys, a la comarca catalana de l'Alt Empordà.